# Turnul Ștefan din Baia Mare
Turnul Ștefan este turnul-clopotniță al fostei biserici cu hramul „Sfântul Rege Ștefan” din Baia Mare. Turnul este situat între străzile Crișan și 1 Mai, în imediata apropiere a Pieții Libertății - Piața Centrală (Circulus fori) - a vechiului oraș. A fost construit în secolul al XV-lea. 
Prima atestare documentară a bisericii parohiale „Sfântul Ștefan”, de rit romano-catolic, datează din 1347, însă construcția a fost inaugurată oficial abia în 1387. Turnul, construit din piatră masivă, a fost ridicat la inițiativa voievodului Ioan de Hunedoara, pentru a marca victoria în Bătălia de pe Ialomița (1442) împotriva otomanilor. Construcția turnului a început după anul 1446 și a fost finalizată în 1468, sub domnia regelui Matia Corvinul. 

## Lucrări de restaurare
În 1619 se reface partea superioară, având forma unei piramide cu baza pătrată, cu patru turnulețe și este înzestrat cu clopote. Nouă ani mai târziu se montează un ceas cu lună. 
Afectate în repetate rânduri de trăsnete și incendii, cele două clădiri suferă mai multe reparații capitale, însă în 1763 se reface numai turnul. Cu acest prilej a fost construit pridvorul de la partea superioară. 
Biserica, având două nave, ridicată în secolul al XIV-lea, cu dimensiuni impresionante, după o istorie zbuciumată de șapte secole, a fost demantelată în anul 1847, păstrându-se doar turnul. În urma săpăturilor arheologice desfășurate aici s-au putut reconstitui forma și dimensiunile bisericii care, la renovarea pieței, au fost marcate în pardoseală.
Intrarea în turn se face prin ușa dinspre sud. Până la primul nivel se ajunge pe o scară de piatră în spirală. De aici până la foișor, accesul se face pe scări de lemn. Clădirea măsoară circa 50 de metri și, din pridvor, oferă o panoramă deosebită întregului oraș (vezi Monografia Băii Mari, 1972).
Vechiul orologiu mecanic (din secolul al XVII-lea) a fost înlocuit cu un mecanism electronic. 
O mai nouă acțiune de reabilitare și consolidare a zidurilor a fost demarată la sfârșitul anului 2007, cheltuielile fiind suportate de Ministerul Culturii. 
Mărețul edificiu nu este doar un important obiectiv istoric, ci a devenit un reper cultural la sfârșitul anilor '90, când în acest spațiu s-au desfășurat manifestarea Poezia din turn (la inițiativa actorului băimărean Paul Antoniu). Atât exponenții Școlii băimărene de pictură, cât și alți artiști plastici de renume au fost fascinați de silueta bătrânului turn cu orologiu și pridvor țărănesc la mansardă, motiv pentru care a fost imortalizat, din diferite unghiuri, în memorabile opere de artă.
Cea mai recentă reabilitare a turnului s-a făcut în perioada 2011-2015. De atunci se permite accesul publicului care, pe o scară cu 165 de trepte, poate urca până în foișorul Turnului Ștefan, care era folosit în trecut de pompieri pentru supravegherea orașului și localizarea incendiilor.
Clopotul, care cântărește peste două tone, a fost turnat la Arad în 1561 dar a fost montat în turn abia în 1925. În prezent, este acționat mecanic.
Doar puțin mai sus se află un alt clopot, din 1869, însă acesta este mult prea deteriorat pentru a mai putea fi folosit. A fost păstrat doar pentru ornament, dar are fisuri foarte mari și dacă ar fi folosit, s-ar distruge complet.

## Galerie de imagini

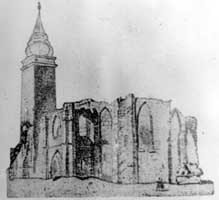
Turnul, prevǎzut cu un coif baroc, în anul 1847, cu ruinele bisericii
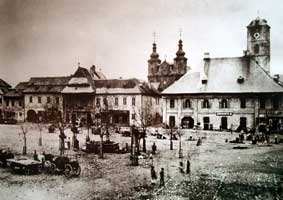
Turnul după al patrulea incendiu, în 1869
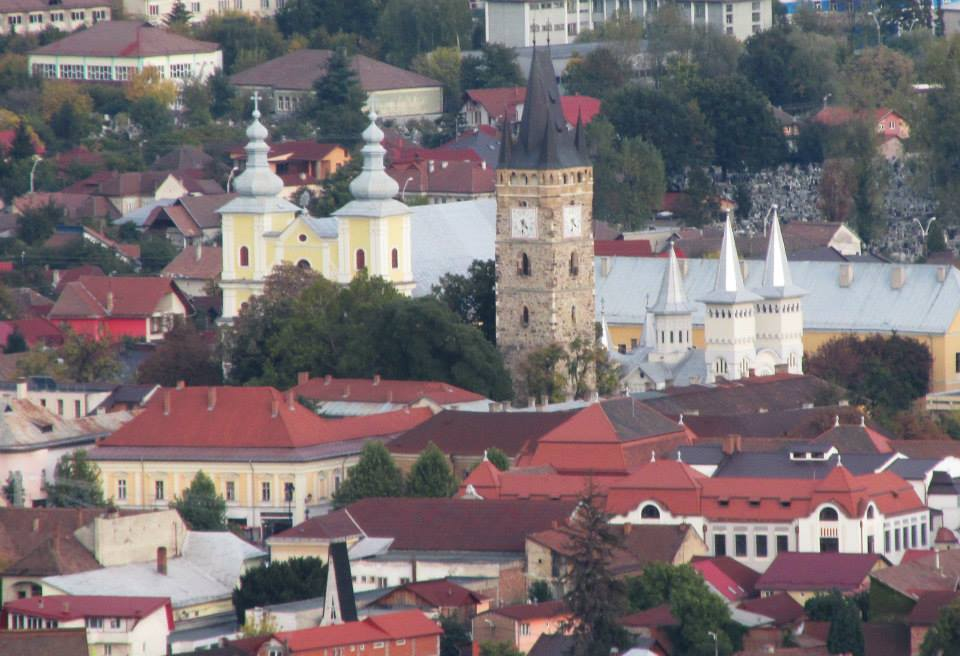
Biserica Sfânta Treime,Turnul Ștefan, fostul colegiu al iezuiților și sala de gimnastică transformată în biserică ortodoxă